# UFC 278
UFC 278: Usman vs. Edwards 2（ユーエフシー・ツーセブンティエイト：ウスマン・バーサス・エドワーズ・ツー）は、アメリカ合衆国の総合格闘技団体「UFC」の大会の一つ。2022年8月20日、ユタ州ソルトレイクシティのビビント・アリーナで開催された。

## 大会概要
本大会は王者カマル・ウスマンと挑戦者レオン・エドワーズによるUFC世界ウェルター級タイトルマッチが組まれた。

## 試合結果

### アーリープレリム
第1試合 フライ級 5分3R
○  ビクトル・アルタミラノ vs.  ダニエル・ラセルダ ×
1R 3:39 TKO（パウンド）
第2試合 バンタム級 5分3R
○  アオリ・チロン vs.  ジェイ・ペリン ×
3R終了 判定3-0（29-28、29-28、29-28）
第3試合 フライ級 5分3R
○  アミル・アルバジ vs.  フランシスコ・フィゲイレード ×
1R 4:34 リアネイキドチョーク

### プレリミナリーカード
第4試合 ウェルター級 5分3R
○  アンジュ・ルーサ vs.  AJ・フレッチャー ×
3R終了 判定3-0（29-27、29-28、29-28）
第5試合 フェザー級 5分3R
△  ショーン・ウッドソン vs.  ルイス・サルダナ △
3R終了 判定1-1（29-27、27-29、28-28）
第6試合 ライト級 5分3R
○  ジャレッド・ゴードン vs.  レオナルド・サントス ×
3R終了 判定3-0（30-27、30-27、30-27）
第7試合 ヘビー級 5分3R
○  マルチン・ティブラ vs.  アレクサンドル・ロマノフ ×
3R終了 判定2-0（29-28、29-28、28-28）

### メインカード
第8試合 ライトヘビー級 5分3R
○  タイソン・ペドロ vs.  ハリー・ハンサッカー ×
1R 1:05 TKO（ボディへの右前蹴り→パウンド）
第9試合 女子バンタム級 5分3R
○  ルーシー・プディロヴァ vs.  ウー・ヤナン ×
2R 4:04 TKO（グラウンドの肘打ち連打）
第10試合 バンタム級 5分3R
○  メラブ・ドバリシビリ vs.  ジョゼ・アルド ×
3R終了 判定3-0（29-28、29-28、30-27）
第11試合 ミドル級 5分3R
○  パウロ・コスタ vs.  ルーク・ロックホールド ×
3R終了 判定3-0（30-27、30-27、30-27）
第12試合 UFC世界ウェルター級タイトルマッチ 5分5R
○  レオン・エドワーズ vs.  カマル・ウスマン ×
5R 4:04 KO（左ハイキック）
※エドワーズが王座獲得に成功。

### 各賞
ファイト・オブ・ザ・ナイト：パウロ・コスタ vs. ルーク・ロックホールド
パフォーマンス・オブ・ザ・ナイト：レオン・エドワーズ、ビクトル・アルタミラノ
各選手にはボーナスとして5万ドルが授与された。

### カード変更
負傷などによるカードの変更は以下の通り。